# Echinophoria bituberculosa
Echinophoria bituberculosa is een slakkensoort uit de familie van de Cassidae. De wetenschappelijke naam van de soort is voor het eerst geldig gepubliceerd in 1901 door Martens.